# ولفسباني (استديو)
شركة ولفسباني المحدودة (باليابانية: 株式会社ウルフズベイン، بالروماجي: Kabushiki-gaisha Urufuzubein) هو استوديو رسوم متحركة ياباني، تأسس في عام 2017، ويقع مقره في طوكيو.

## أعمال الاستوديو

### مسلسلات أنمي تلفزيونية
| العنوان                                             | المخرج        | تاريخ بداية العرض | تاريخ نهاية العرض | عدد الحلقات | المراجع |
| --------------------------------------------------- | ------------- | ----------------- | ----------------- | ----------- | ------- |
| بيتر غريل ووقت الرجل الحكيم                         | تاتسومي       | 11 يوليو 2020     | 26 سبتمبر 2020    | 12          | [ 4 ]   |
| طردت من فريق الأبطال                                | ماكوتو هوشينو | 6 أكتوبر 2021     | 29 ديسمبر 2021    | 13          | [ 5 ]   |
| Peter Grill and the Philosopher's Time: Super Extra | تاتسومي       | 10 أكتوبر 2022    | 26 ديسمبر 2022    | 12          | [ 6 ]   |

## وصلات خارجية
- الموقع الرسمي باللغة اليابانية